# 喬治·麥克利蘭·懷特塞茲

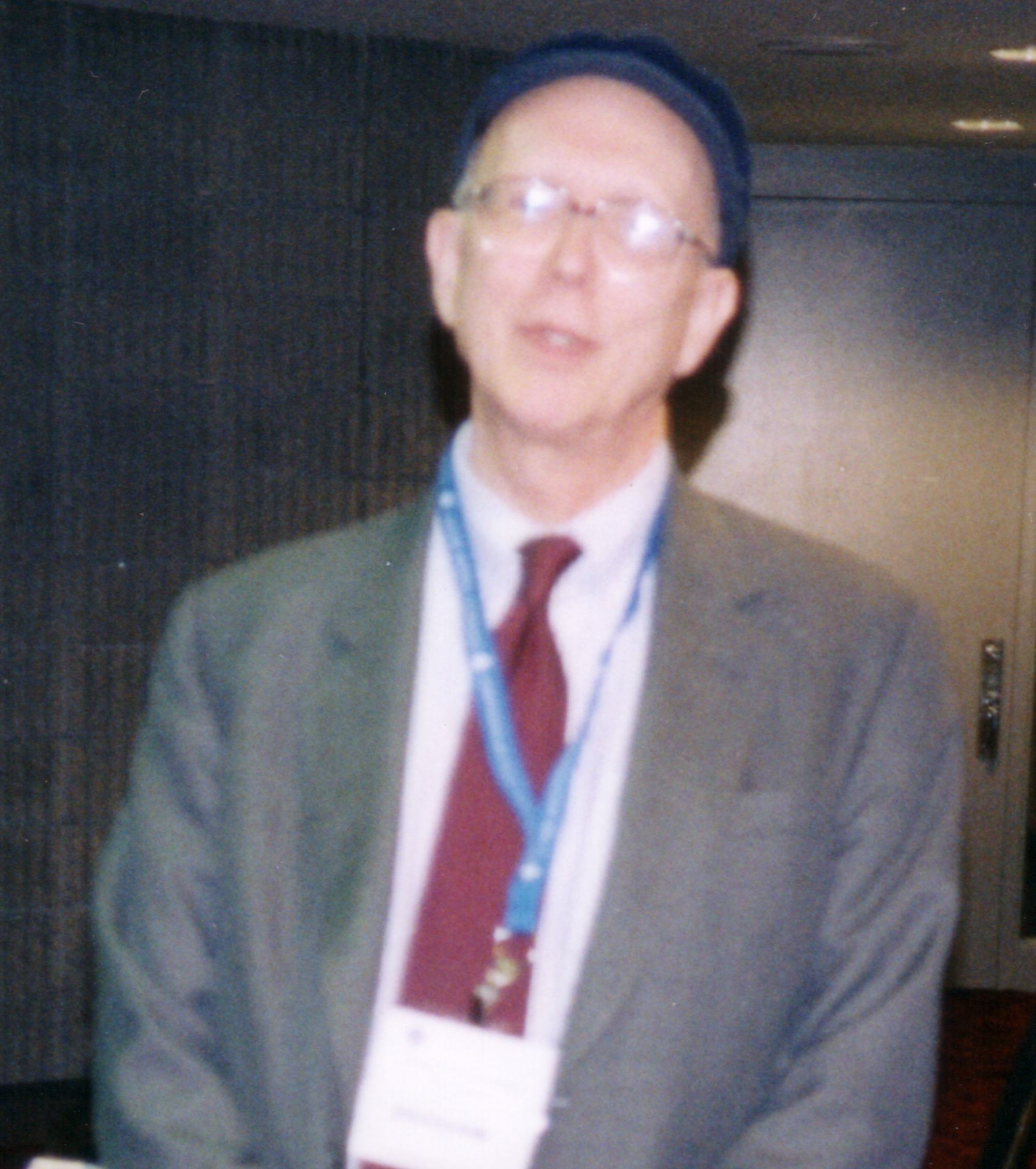
乔治·怀特塞兹

乔治·麥克利蘭·怀特塞兹（英語：George McClelland Whitesides，1939年8月3日—），出生于美国肯塔基州路易斯维尔，美国化学家，哈佛大学教授，在有机金属化学、纳米技术、超分子组装、核磁共振谱学、物理有机化学、软光刻技术、微流体等诸多领域都有突出的贡献。1975年美国化学会纯化学奖、1995年亚瑟·科普奖、1998年美国国家科学奖章、2003年材料科技京都奖、2005年丹·大卫奖以及2007年普利斯特里奖得主。截止2008年3月，怀特塞兹是所有在世化学家中h指数最高的一位。